# Herbstmühle (Feuchtwangen)
Herbstmühle ist ein Gemeindeteil der Stadt Feuchtwangen im Landkreis Ansbach (Mittelfranken, Bayern). Herbstmühle liegt in der Gemarkung Heilbronn.

## Geografie
Die Einöde liegt am Aichabach, der mit dem Wüstenbach zum Schönbach zusammenfließt, einem linken Zufluss der Sulzach. Im Norden liegt das Flurgebiet Mühlfeld. Eine Gemeindeverbindungsstraße führt nach Rißmannschallbach (1,3 km nördlich) bzw. nach Heilbronn (0,2 km südlich).

## Geschichte
Herbstmühle lag im Fraischbezirk des ansbachischen Oberamtes Feuchtwangen. Die Mahlmühle hatte das Kastenamt Feuchtwangen als Grundherrn. An diesen Verhältnissen änderte sich bis zum Ende des Alten Reiches nichts. Von 1797 bis 1808 unterstand der Ort dem Justiz- und Kammeramt Feuchtwangen.
Mit dem Gemeindeedikt (frühes 19. Jahrhundert) wurde Herbstmühle dem Steuerdistrikt und der Ruralgemeinde Heilbronn zugeordnet. Im Zuge der Gebietsreform in Bayern wurde diese am 1. Januar 1972 nach Feuchtwangen eingemeindet.

### Baudenkmal
- Haus Nr. 1: ehemalige Mühle, zweigeschossiger Satteldachbau mit Putzgliederung, 1631, verändert 1863[9]

### Einwohnerentwicklung
| Jahr      | 001818 | 001840 | 001861 | 001871 | 001885 | 001900 | 001925 | 001950 | 001961 | 001970 | 001987 |
| Einwohner | 6      | 8      | *      | 8      | 6      | *      | *      | *      | *      | 9      | 11     |
| Häuser    | 1      | 1      |        |        | 2      | *      | *      | *      | *      |        | 2      |
| Quelle    | [ 11 ] | [ 12 ] | [ 13 ] | [ 14 ] | [ 15 ] | [ 16 ] | [ 17 ] | [ 18 ] | [ 19 ] | [ 20 ] | [ 1 ]  |

## Religion
Der Ort ist seit der Reformation evangelisch-lutherisch geprägt und bis heute nach St. Johannis (Feuchtwangen) gepfarrt. Die Einwohner römisch-katholischer Konfession sind nach St. Ulrich und Afra (Feuchtwangen) gepfarrt.